# Gefängnismedizin
Die Gefängnismedizin umfasst die Gesundheitsförderung, Krankheitsprävention und medizinische Betreuung von Personen, die sich im geschlossenen Strafvollzug befinden. Dies umfasst alle Formen des Freiheitsentzuges in Justizvollzugsanstalten, einschließlich der Sonderformen Untersuchungshaft, Sicherungsverwahrung, Maßregelvollzug, Polizeigewahrsam und historisch auch Zuchthäuser und Arbeitshäuser. Die Gefängnismedizin wird synonym auch als Intramurale Medizin (von lat. intra „innen“ und murus „Mauer“), also als Medizin „hinter Gefängnismauern“ oder Haftmedizin bezeichnet. Eine Sonderform ist die medizinische Betreuung in Einrichtungen der Forensischen Psychiatrie.
Derzeit ist eine fachärztliche Weiterbildung oder äquivalente Spezialisierung weltweit nicht möglich. Die Gefängnismedizin wird daher von Fachärzten anderer Fachrichtungen ausgeübt, hauptsächlich Allgemeinmedizinern, Internisten und Psychiatern. Heutige Gefängnisärzte sind im Gegensatz zu den ersten Anstaltsärzten seit dem Ende des 18. Jahrhunderts – die als außerhalb der Zucht- und Arbeitshäuser niedergelassene Ärzte eine Betreuung zusätzlich zu ihrer externen Haupttätigkeit nebenher übernahmen – mittlerweile hauptamtlich tätige, staatlich angestellte Ärzte. Aus dieser Doppelfunktion zwischen der staatlichen Anforderung an die Haftfähigkeit (zum Teil auch Hinrichtungs- und Folterfähigkeit) und der Vertrauensstellung gegenüber den Patienten mit dem damit verbundenen ärztlichen Ethos, ergeben sich besondere Herausforderungen und sind in manchen Staaten sowie auch in der Geschichte der Gefängnismedizin Ausgangspunkt für Missbrauch und Mittäterschaft von Ärzten in totalitären Regimen.
Die heutigen Herausforderungen der modernen Gefängnismedizin sind überwiegend psychische und psychiatrische Erkrankungen, insbesondere bei Gefahr der Selbstschädigung und des Suizids, sowie Drogenabhängigkeit. Hinzu kommen die Behandlung und Vorbeugung von Infektionskrankheiten und die Behandlung von gefängnistypischen Verletzungen als Folge intramuraler Gewalt.